# Génissieux
Génissieux é uma comuna francesa na região administrativa de Auvérnia-Ródano-Alpes, no departamento de Drôme. Estende-se por uma área de 8,93 km². Em 2010 a comuna tinha 2 450 habitantes (densidade: 274,4 hab./km²).